# Unterroßbach
Unterroßbach ist ein Gemeindeteil der Gemeinde Dietersheim im Landkreis Neustadt an der Aisch-Bad Windsheim (Mittelfranken, Bayern). Unterroßbach liegt in der Gemarkung Oberroßbach.

## Geografie
Durch das Dorf fließt der Roßbach, der ein rechter Zufluss des Schweinebachgrabens ist, der wiederum ein rechter Zufluss der Aisch ist. Im Süden liegt das Waldgebiet Hochstraße und im Norden die Dürrnlohe. 0,5 km nordwestlich liegt das Flurgebiet Kohlplatte, 0,75 km nordöstlich das Roßbacher Feld. Unterroßbach liegt nördlich der Kreisstraße NEA 6, die nach Oberroßbach (1 km nordöstlich) bzw. am Weiherhof vorbei nach Birkenfeld zur Bundesstraße 470 führt (3 km nördlich).

## Geschichte
Der Ort wurde im Lehenbuch des Hochstifts Würzburg (1308/1310) erstmals schriftlich erwähnt. Dort wurde verzeichnet, dass Ritter Hermann Teuerlein Unterroßbach dem Kloster Birkenfeld vermachte. In der Folgezeit wurde dieses in ein weltliches Klosteramt umgewandelt. Bei dessen Aufhebung im Jahr 1793 gab es in Unterroßbach fünf Untertanen.
Gegen Ende des 18. Jahrhunderts gab es in Unterroßbach sechs Anwesen (4 Viertelhöfe, 1 Gütlein, 1 Haus). Das Hochgericht übte das brandenburg-bayreuthische Stadtvogteiamt Neustadt an der Aisch aus. Die Dorf- und Gemeindeherrschaft und die Grundherrschaft über alle Anwesen hatte das Klosteramt Birkenfeld.
Von 1797 bis 1810 unterstand der Ort dem Justizamt Dachsbach und Kammeramt Neustadt. Im Rahmen des Gemeindeedikts wurde Unterroßbach dem 1811 gebildeten Steuerdistrikt Oberroßbach und der 1813 gegründeten Ruralgemeinde Oberroßbach zugeordnet. Am 1. Januar 1970 wurde Oberroßbach nach Dietersheim eingemeindet.

## Einwohnerentwicklung
| Jahr      | 001818 | 001840 | 001861 | 001871 | 001885 | 001900 | 001925 | 001950 | 001961 | 001970 | 001987 |
| Einwohner | 27     | 31     | 40     | 39     | 43     | 35     | 33     | 39     | 42     | 36     | 77     |
| Häuser    | 7      | 6      |        |        | 8      | 8      | 7      | 10     | 7      |        | 23     |
| Quelle    | [ 10 ] | [ 11 ] | [ 12 ] | [ 13 ] | [ 14 ] | [ 15 ] | [ 16 ] | [ 17 ] | [ 18 ] | [ 19 ] | [ 1 ]  |

## Religion
Der Ort ist seit der Reformation evangelisch-lutherisch geprägt und war ursprünglich nach St. Maria (Birkenfeld) gepfarrt, seit der ersten Hälfte des 19. Jahrhunderts ist die Pfarrei St. Katharina (Schauerheim) zuständig.